# Siratus alabaster
Siratus alabaster (nomeada, em inglês, alabaster murex; na tradução para o português, "Murex alabastro"; em alemão, Alabasterschnecke; em japonês, ガンゼキバショウ) é uma espécie de molusco marinho predador da costa oeste do oceano Pacífico, pertencente à classe Gastropoda e à família Muricidae da ordem Neogastropoda. Foi classificada por Lovell Augustus Reeve, em 1845; descrita originalmente como Murex alabaster no texto "Monograph of the genus Murex", publicado em Conchologia Iconica (volume 3); fazendo parte dos gêneros Murex e Chicoreus até o século XXI. Esta é uma espécie de concha bonita e uma das favoritas entre os colecionadores e foi, durante algum tempo, uma grande raridade.

## Descoberta
De acordo com S. Peter Dance, no livro Rare Shells, Hugh Cuming coletou muitas conchas que eram novas para a ciência, a maioria delas tendo sido encontradas durante sua estada nas Filipinas entre 1836 e 1839; o holótipo desta espécie sendo encontrado em uma praia e sendo único até cerca de 1961, quando um ou dois espécimes foram capturados por redes de pesca, em Taiwan.

## Descrição da concha
Concha de aparência delicada; de coloração branca ou creme, com 12 até 22 centímetros de comprimento e com 8 voltas quando desenvolvida. Possui espiral moderadamente alta, esculpida com linhas espirais finas e com 3 varizes por volta; com uma projeção espiniforme longa e levemente curvada, em sua borda externa, revelando um delicado véu adjacente. Columela e abertura de coloração branco-esmaltada. Canal sifonal moderadamente longo. Opérculo córneo, de coloração castanha e esculpido com anéis concêntricos.

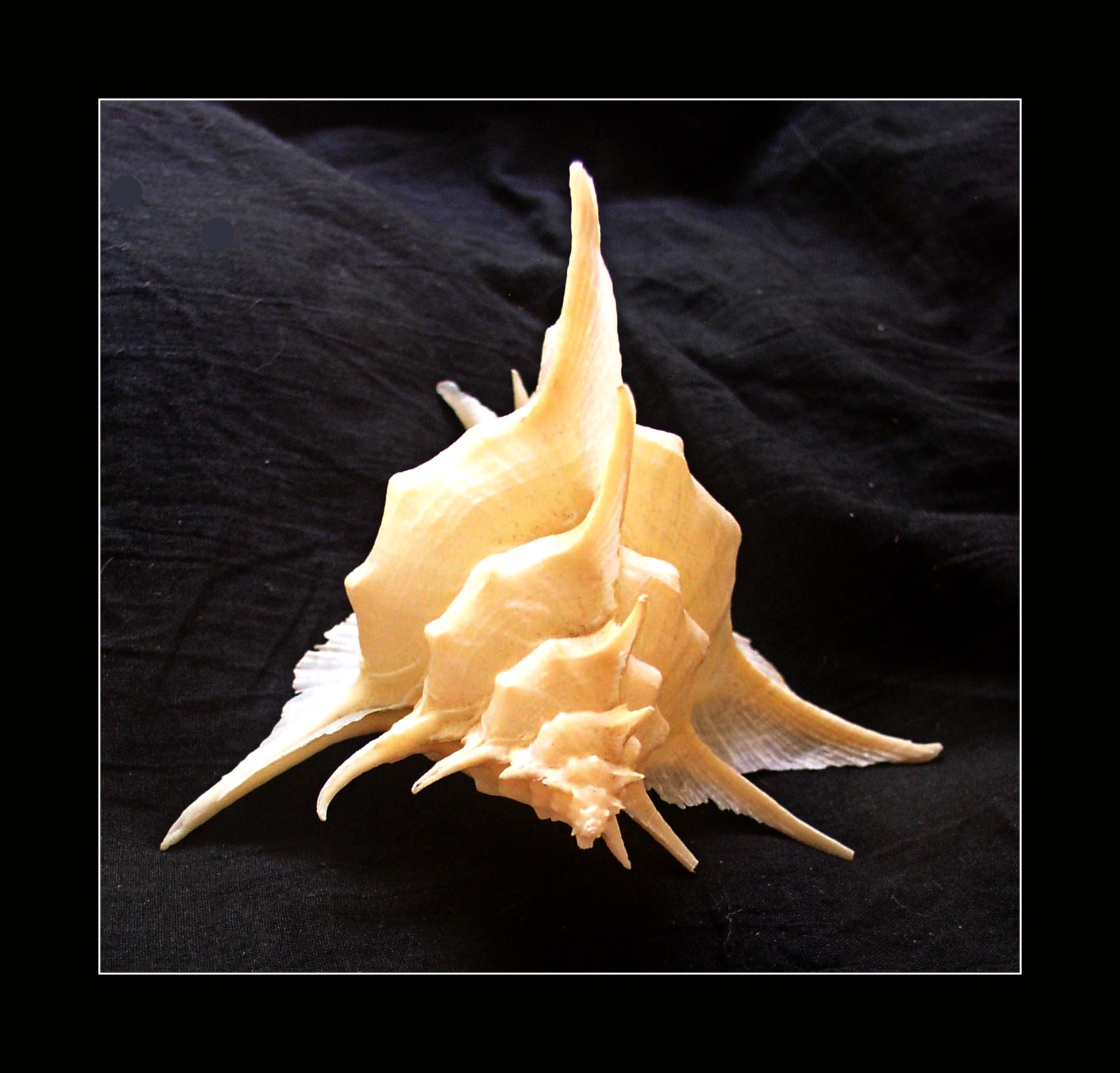
Vista frontal da concha de S. alabaster. Espécime vindo das Filipinas (Mindanau).

## Distribuição geográfica e habitat
A espécie Siratus alabaster se distribui em águas profundas da região do Pacífico Ocidental, entre o Japão, Taiwan e as Filipinas, no Sudeste Asiático, até Papua-Nova Guiné; por causa do seu habitat também denominada abyssal murex (Murex abissal), em inglês. Ela geralmente é pescada em redes emaranhadas e o relevo das varizes, muito fino, permanece surpreendentemente intacto durante este processo.